# Mattia Donola
Mattia Donola (14 de abril de 2000) es un deportista de Italia que compite en atletismo. Ganó una medalla de bronce en el Campeonato Europeo de Atletismo Sub-20 de 2019, en la prueba de 200 m.